# 潘作霖
潘作霖，廣東省廣州府番禺縣人，清朝政治人物、進士出身。
光緒六年（1880年），参加庚辰科殿試，登進士二甲第12名。同年五月，著分部學習。